# Rabah Madjer
Rabah "Mustapha" Madjer (Hussein Dey, 15 december 1958) is een voormalig Algerijns voetballer en voetbaltrainer die als aanvaller speelde voor onder andere FC Porto en Valencia. Zijn grootste successen behaalde Madjer bij FC Porto en scoorde  in 1987 met een hakbal het eerste doelpunt in de gewonnen finale van de Europacup I tegen Bayern München. Hij wordt algemeen beschouwd als een van de beste Algerijnse voetballers ooit. Naast Porto en Valencia speelde hij voor Racing Paris, Tours en Qatar Sports Club.
Hij kwam veertien jaar uit voor het Algerijns elftal en maakte in zijn gespeelde interlands 31 doelpunten.
Na afloop van zijn actieve loopbaan werkte Madjer als trainer bij het nationaal elftal, het B-elftal van FC Porto en diverse clubs in Qatar. Daarnaast werkte hij als commentator voor Al Jazeera.

## Erelijst
Als speler
 Hussein Dey
- Beker van Algerije: 1978/79

 FC Porto
- Primeira Divisão: 1985/86, 1987/88, 1989/90
- Taça de Portugal: 1987/88, 1990/91
- Supertaça Cândido de Oliveira: 1986, 1990
- Europacup I: 1986/87
- Europese Supercup: 1987
- Wereldbeker voor clubteams: 1987

 Algerije
- African Cup of Nations: 1990
- Afro-Asian Cup of Nations: 1991
- Afrikaanse Spelen: 1978

Individueel
- Afrikaans kampioenschap voetbal Team van het Toernooi: 1982, 1990
- Afrikaans voetballer van het jaar: 1987
- Wereldbeker voor clubteams Meest Waardevolle Speler: 1987
- Topscoorder Europacup I: 1987/88
- Afrikaans kampioenschap voetbal Beste Speler van het Toernooi: 1990
- IFFHS World Player of the Century #62: 2000
- Arabisch Voetballer van de 20e eeuw: 2004
- Algerijns voetballer van de 20e eeuw: 2009 (met Lakhdar Belloumi)
- Algerijns Voetballer van het Jaar: verschillende prijzen
- Afrikaans Voetballer van de 20e eeuw: vijfde plaats
- Golden Foot Legends Award: 2011
- IFFHS Legends: 2016

Als trainer
 Al-Wakrah
- Qatar Stars League: 1998/99